# Тимошенко Ігор Олександрович
Ігор Олександрович Тимошенко (нар. 22 березня 1965, м. Сарни, Рівненська область) — український діяч, заступник голови Рівненської обласної державної адміністрації (з квітня 2016), тимчасовий виконувач обов'язків голови Рівненської обласної державної адміністрації (з 24 червня по 9 вересня 2019 року).

## Життєпис
Одружений; має дочку та сина.
Освіта: Київське вище військове інженерне училище зв'язку (1987), радіоінженер, «Радіозв'язок»; Львівський регіональний інститут державного управління Національної академії державного управління при Президентові України (2006), магістр державного управління.
- 1982—1994 — служба в армії.
- 1994—1997 — спеціаліст з менеджменту ВАТ «Рівненафтопродукт».
- 1997 — заступник директора Рівненського довірчого товариства «Скарб».
- 1998 — спеціаліст з цінних паперів ТОВ «Капітал».
- Грудень 1998 — квітень 2000 — виконавчий директор ЗАТ «Енергокомплект».
- З квітня 2000 — завідувач відділу політичного аналізу та прогнозування, зв'язків з політичними партіями та громадськими організаціями управління з питань внутрішньої політики, з серпня 2001 — начальник відділу аналізу суспільно-політичних процесів управління інформаційного та аналітичного забезпечення, з січня 2003 — начальник управління інформаційного та аналітичного забезпечення Рівненської обласної державної адміністрації.
- Квітень 2004 — лютий 2005 — голова Дубровицької райдержадміністрації[3][4].
- 2007—2013 — начальник Головного управління економіки та інвестиційної політики, з лютого 2013 — директор Департаменту економічного розвитку і торгівлі Рівненської облдержадміністрації.
- З квітня 2016 — заступник голови Рівненської обласної державної адміністрації.
- З 24 червня по 9 вересня 2019 року — тимчасовий виконувач обов'язків голови Рівненської обласної державної адміністрації[5].

## Нагороди та звання
- Орден Данила Галицького (2009)[6].
- Заслужений економіст України [Архівовано 24 серпня 2021 у Wayback Machine.] (2021) [7].